# متروی گورگان
متروی گورگان (انگلیسی: Rapid MetroRail Gurgaon) سیستم قطار شهری در شهر گورگان، هند است.
این مترو که در سال ۲۰۱۳ تأسیس شده، دارای ۱ خط، ۶ ایستگاه و ۵٫۱ کیلومتر طول است.

## نگارخانه

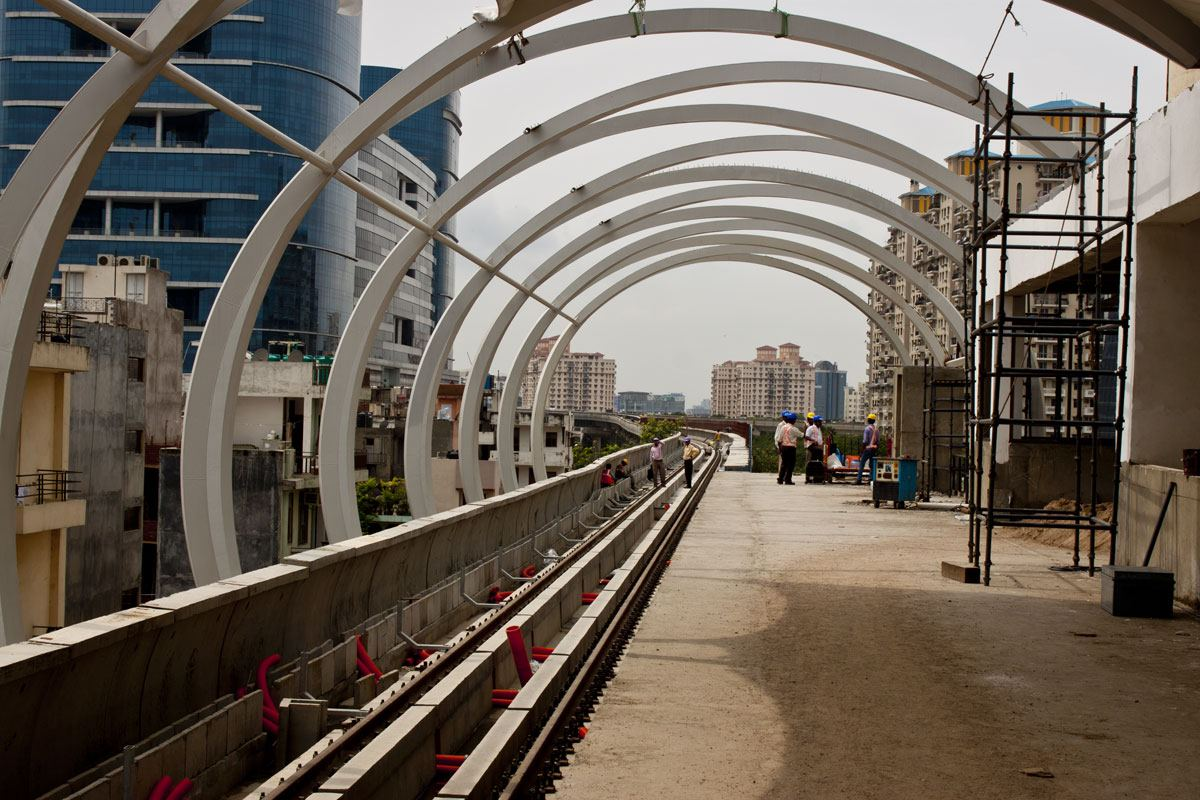
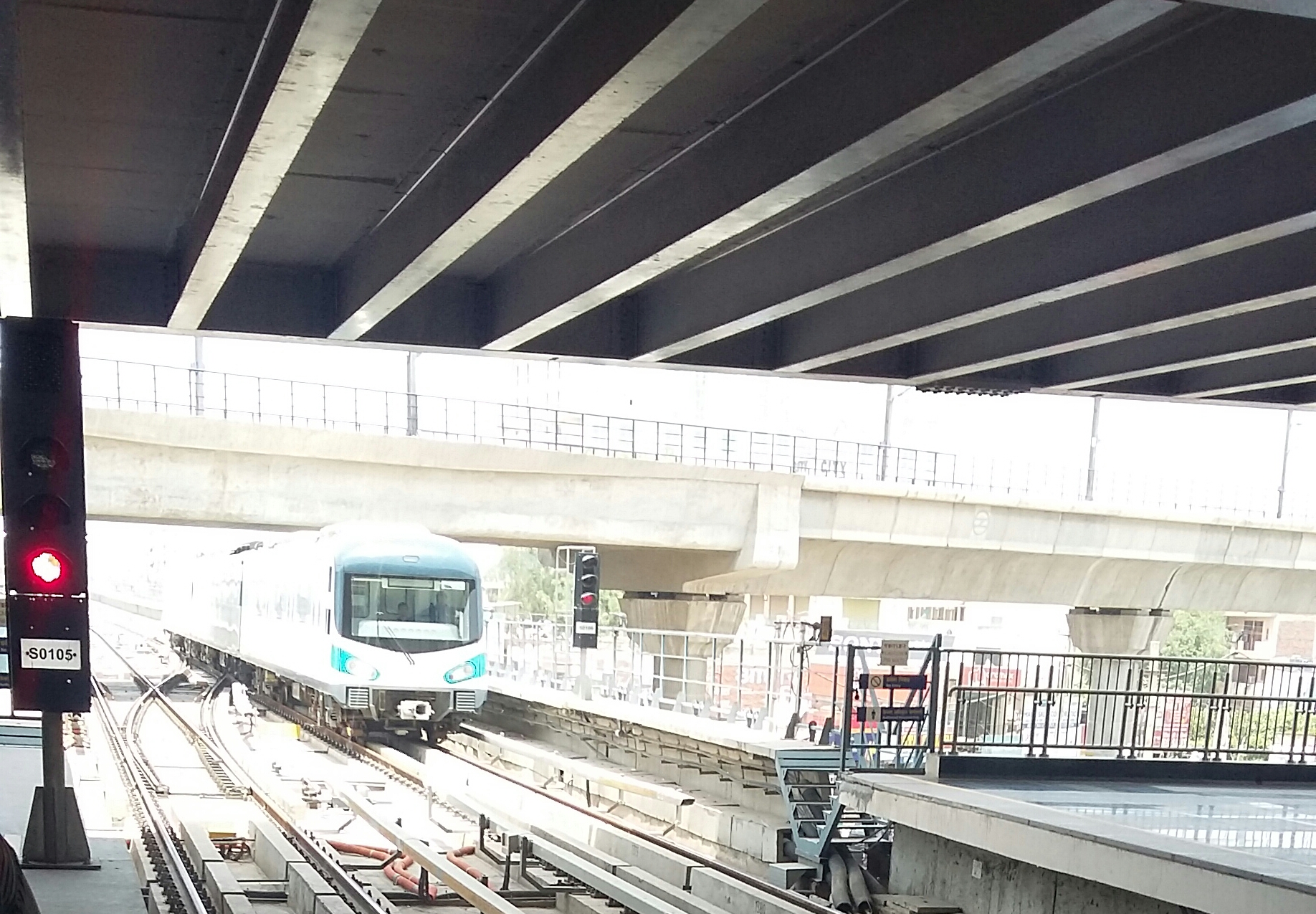